# Еремеев, Николай Александрович
Николай Александрович Еремеев (1899—1966) — офицер Российского флота и Военно-морского флота СССР, полярный исследователь.

## Биография
Во всем можно было положиться и на начальника штаба морских операций Николая Александровича Еремеева. В ГУСМП он работал только три года, но успел завоевать всеобщее признание и уважение. Еремеев пришел к нам из рыбной промышленности — он руководил зверобойными судами на Белом море. Мне импонировали его широкая морская эрудиция, четкая оперативность и ненасытность в работе. Вскоре он стал ведущим морским специалистом в Главсевморпути в вопросах планирования арктических перевозок и организации морских операций.
Родился[где?] в 1899 году[уточнить]. Отец — А. К. Еремеев (1844—1916), член Государственного Совета.
Окончил Петроградский Морской кадетский корпус в 1917 году.
4 мая 1917 года произведён в чин мичмана.
В 1918 году переехал в город Архангельск.
В 1930-е годы руководил действующим на Белом море промысловым флотом рыбной промышленности.
В 1940 году занимал должность начальника отдела эксплуатации Управления морского транспорта Главсевморпути.
Указом Президиума ВС СССР от 03.05.1940 г. в числе других работников Главсевморпути был награждён орденом «Знак Почёта».

### В годы Великой Отечественной войны
В 1941 г. Н. Еремеев входил в состав специальной комиссии, направленной Госкомитетом обороны СССР в Мурманск с целью определения возможности его использования в качестве порта для судов, идущих с грузами ленд-лиза.
В 1942 году являлся начальником штаба морских операций Главного управления Северного морского пути на Диксоне.
В августе 1942 г., когда после гибели парохода «Александр Сибиряков» возникла опасность нападения фашистов на порт Диксон в ходе операции «Вундерланд», Н. Еремеев участвовал в организации обороны порта и острова.
По воспоминаниям А. И. Минеева (начальника морских арктических операций Севморпути, помощника И. Д. Папанина), в ходе отражения рейда катер, на котором Еремеев направлялся на судно «Кара» для передачи приказа покинуть порт, попал под обстрел:

Было решено немедленно отправить пароход «Кара» с его опасным грузом в Енисейский залив. Приказ начальника морских операций о немедленном выходе был передан капитану судна начальником штаба морских операций Еремеевым. По пути его катер попал в полосу массированного обстрела острова Конус. Вокруг маленькой посудинки вздымались водяные смерчи; казалось, катер вот-вот взлетит на воздух. Все же старшина катера Д. В. Анютин бесстрашно провел катер к судну, и капитан «Кары» получил распоряжение своевременно.— А. И. Минеев. Из записок военных лет.
В сентябре того же года Еремеев в качестве начальника штаба принимал участие в организации поиска и выяснения судьбы парохода «Александр Сибиряков» и находившихся на нём людей, а в августе 1944 года, уже в качестве заместителя начальника Управления арктического флота и портов ГУСМП, был участником событий, связанных со спасением оставшихся в живых пассажиров парохода «Марина Раскова», потопленного германской подводной лодкой.
Советский репортёр, специалист по полярной тематике Л. Б. Хват в книге «В дальних плаваниях и полётах» высоко оценивал компетентность Еремеева как начальника штаба арктических операций.

### Послевоенные годы
После окончания Великой Отечественной войны Н. Еремеев руководил отделом морских арктических операций Главсевморпути. Авторы книги о подвиге парохода «Сибиряков» писали о послевоенной встрече с ним:

— Этот человек, — сказали нам, — живая энциклопедия. Советский Север — его стихия. Вряд ли кто сможет рассказать столько, сколько он.
После первой же встречи с Николаем Александровичем мы убедились в точности характеристики, которую ему дали сослуживцы. Он терпеливо отвечал на наши бесконечные вопросы. Ответы его отличались безукоризненной точностью и ясностью, все сразу становилось понятным.
Еремеев отлично знал «Сибирякова», в свое время даже ходил на нем. Хорошо помнил Николай Александрович и людей из экипажа ледокольного парохода: Золотова, Черноус, Элимелаха и многих других. С Качаравой не раз встречался и после войны. Воспоминания Еремеева очень помогли нам. Он разыскал в архивах точный текст телеграмм, переданных Шаршавиным на Диксон после встречи с «Шеером», подробно рассказал о бое Диксона с фашистским рейдером. И, наконец, подсказал адреса, где могут оказаться материалы, содержащие подробности операции «Вундерланд».
— Новиков Л., Тараданин А. Сказание о "Сибирякове"

## Упоминание в художественной литературе
Еремеев изображён (под своей фамилией) в повести Е. Л. Баренбойма «Операция „Вундерланд“».

## Семья
- Жена (с 1919) — Елена Владимировна Лилье (1898—1968), дочь вице-адмирала В. А. Лилье.
- Сын — Еремеев, Александр Николаевич (1920—1999), учёный-геофизик, директор Всесоюзного института минерального сырья[12].
- Актриса Т. А. Еремеева (Битрих) взяла свою фамилию в честь семьи Н. А. и Е. В. Еремеевых.[13]